# Polygamie dans l'islam

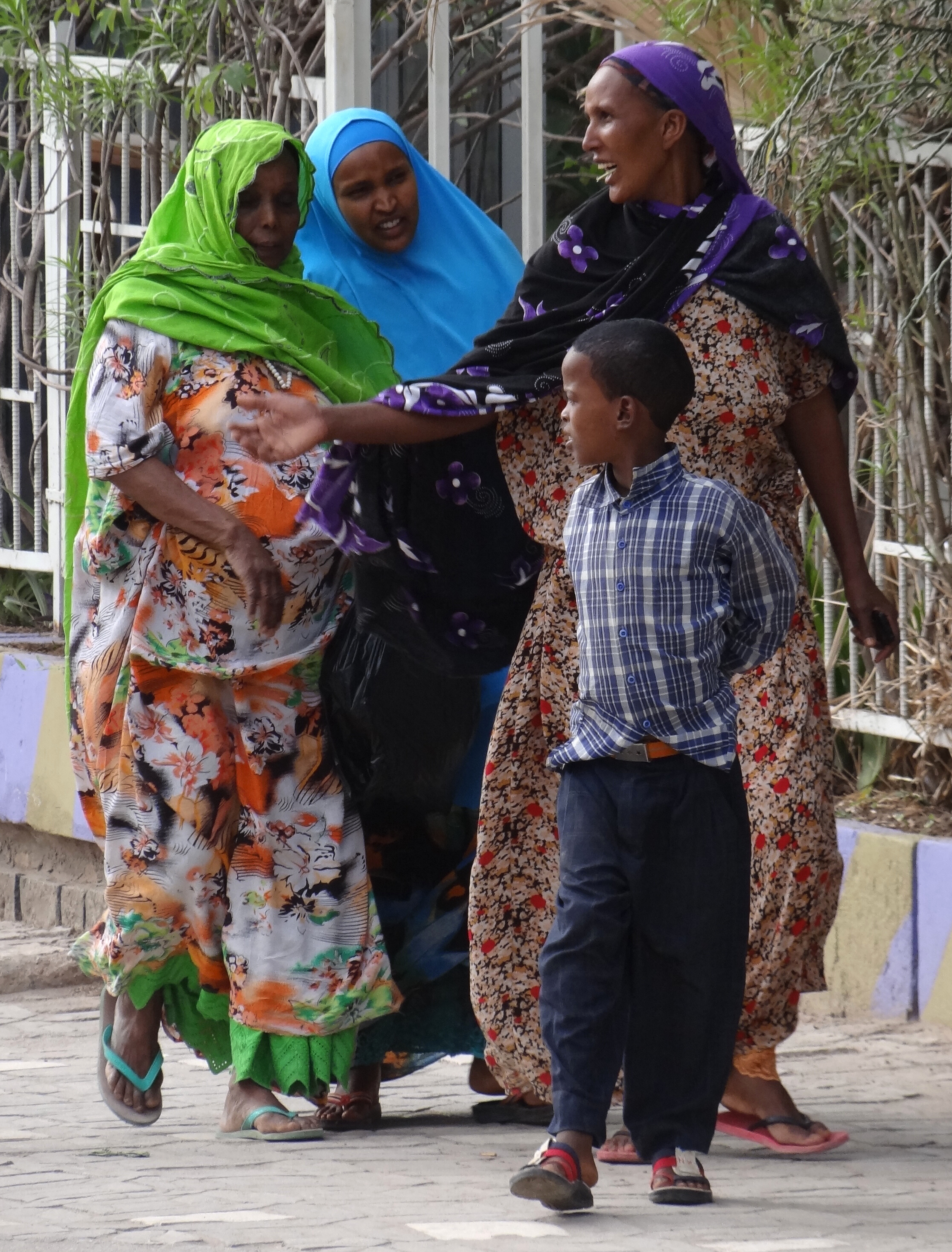
Famille musulmane à Dire Dawa - Éthiopie en 2013.

Le statut de la polygamie dans l'islam  a été souvent sujet de critiques par les défenseurs des droits de la femme. En effet, la polygamie constitue une violation du principe de l'égalité entre homme et femme consacré par l'article 16§1 de la déclaration universelle des droits de l’homme, l’article 14 de la convention européenne des droits de l’homme et la convention sur l'élimination de toutes les formes de discrimination à l'égard des femmes, adoptée le 18 décembre 1979 par l’Assemblée générale des Nations unies. 

## Terminologie
Le terme de « polygamie » désigne le mariage, dans le cadre des règles du mariage dans une société concernée, d’une personne avec plusieurs conjoints. Toutefois les anthropologues font  une distinction entre la polygynie, qui désigne un homme avec plusieurs femmes, et la polyandrie, qui signifie l’union d’une femme avec plusieurs hommes. D’après les démographes et les ethnologues, l’immense majorité des sociétés polygames étudiés sont polygyniques, c’est le cas des sociétés musulmanes ; tandis que la polyandrie est plutôt rare. 
Le terme polygamie est souvent utilisé pour désigner la polygynie qui signifie le mariage d’un homme avec plusieurs femmes. « Historiquement, la monogamie de droit constituait l’exception, même si  elle a gagné  immensément du terrain ces derniers siècles sous l’influence ou l’imposition le plus souvent durant la période coloniale du modèle et des idéaux occidentaux ou de l’idéologie chrétienne moderne ».

## La polygamie dans le Coran
La polygamie est évoquée principalement dans le verset 3 de la sourate « Les Femmes » :

« Et si vous craignez de n'être pas justes envers les orphelins Il est alors permis d'épouser deux, trois ou quatre, parmi les femmes qui vous plaisent, mais, si vous craignez de n'être pas justes avec celles-ci, alors une seule, ou des esclaves que vous possédez. Cela, afin de ne pas faire d'injustice (ou afin de ne pas aggraver votre charge de famille). »

Un autre verset du coran s'adresse aux musulmans polygames, confirmant le caractère licite de la polygamie:

« Vous ne pourrez jamais être équitables entre vos femmes, même si vous en êtes soucieux. Ne vous penchez pas tout à fait vers l'une d'elles, au point de laisser l'autre comme en suspens. Mais si vous vous réconciliez et vous êtes pieux... [alors] Allah est, certes, Pardonneur et Miséricordieux. »

## La polygamie dans le droit musulman
Même si aujourd’hui la polygamie est surtout associée à l’islam, ce dernier ne l’a pas inventée. Cette pratique existait dans la péninsule arabique et ailleurs avant l’avènement de celui-ci. En effet, la polygamie était répandue dans la société arabe préislamique. 
Le Coran autorise cette pratique mais il ne l’impose pas. Le verset autorisant la polygamie dispose « Si vous craignez d’être injustes pour les orphelins , épousez des femmes qui vous plaisent. Ayez-en deux , trois ou quatre, mais si vous craignez d’être injustes, une seule ou bien des esclaves de peur d’être injustes. ». Le verset conditionne la polygamie à celle d'épouser des veuves pour être juste envers les orphelins et de traiter les épouses d’une manière égalitaire. Or un autre verset semble bien dire que les hommes sont incapables à satisfaire à cette condition : « vous ne pourrez jamais traiter également vos femmes, quand bien même vous le désireriez ardemment. Ne vous penchez pas tout à fait vers l'une d'elles, au point de laisser l'autre comme en suspens. ». Autrement dit, il est bien possible de pratiquer la polygamie en Islam sous conditions. La seule nécessité est définie dans le verset 3 de la sourate « Les femmes », qui est de s'occuper correctement des orphelins. Une manière à cette époque de garantir le droit des orphelins.

## La polygamie dans le monde musulman
Des pays musulmans ont adopté des mesures pour restreindre et décourager la polygamie. 
La Turquie et la Tunisie l’ont abolie tandis que d’autres pays l’ont rendue plus difficile. Ainsi le droit marocain, depuis la révision du code de la famille, la Modawhanna, en 2004, considère « la polygamie comme un empêchement relatif au mariage ». Conformément à la nouvelle loi, la femme a le droit d’exiger, lors de la signature de l’acte du mariage, que son mari renonce à la polygamie (art 40). De plus, un  homme qui envisage d’épouser une autre femme doit avoir une autorisation du tribunal ainsi que l’accord de l’épouse actuelle et  de la future épouse (arts 40-46). Il faut souligner que même si la polygamie demeure rarement pratiquée, « le législateur marocain, comme ses homologues dans d’autres pays arabes, n’a pas osé abolir complètement cette institution ». 
Au niveau du droit égyptien, la femme a la possibilité  d’exiger dans le contrat du mariage que l’époux ne prenne pas une seconde épouse et, si le mari viole cette obligation, la première épouse a la possibilité de demander le divorce. Par conséquent, on peut dire qu’à l’exception des pays musulmans de l’Afrique subsaharienne, la pratique de la polygamie est plutôt rare dans la plupart des pays musulmans  grâce,  d’une part, à une interprétation moins laxiste du verset 129 de la sourate 4, et d’autre part, en raison des conditions socio-économiques difficiles qui prévalent dans la plupart des sociétés musulmanes contemporaines. 
Le fait que la polygamie reste encore un phénomène caractérisant les sociétés musulmanes malgré les réformes adoptées par la plupart des pays musulmans, est dû aux conservateurs et à une partie des islamistes qui tendent à réaffirmer le principe de la polygamie en terre d’islam et « les avantages qu'elle est censée procurer à tous les membres de la communauté, hommes, femmes et enfants ».